# Berta Soler
Berta de los Angeles Soler Fernandez (née le 31 juillet 1963 à Matanzas, Cuba) est une dissidente cubaine. Elle est dirigeante des Dames en blanc un groupe composé à l'origine des femmes et des proches de prisonniers politiques qui ont protesté en leur nom et qui depuis 2011 s'est transformé en un groupe de défense des droits humains plus général ouvert aux femmes cubaines. Elle a assumé le leadership après le décès de la fondatrice du groupe, Laura Pollán. 

## Biographie
Berta Soler la nouvelle leader des Dames en blanc est microbiologiste, son mari, militant des droits de l’homme, a été arrêté en mars 2003, lors du printemps noir, il a été libéré depuis. Elle défile toujours avec son association afin d'obtenir une amnistie générale. Lors de la visite de Barack Obama en 2016, elle a de nouveau réclamé cette amnistie. Berta Soler a été reçue par Barack Obama en compagnie d'autres dissidents cubains.
En 2012, l'Associated Press la qualifie comme « l'un des principaux dissidents de Cuba ».
Lors de la mort de Fidel Castro, en novembre 2016, Berta Soler indique : « Quand un dictateur meurt, il faut rire, il faut faire la fête ».
Selon le média Cubainformación Berta Soler est l'objet de critiques de militantes de l'association pour s’être, selon elles, appropriés des fonds destinés à l’association et en raison de  « pratiques autoritaires ».
Lors des manifestations du 11 juillet 2021 à Cuba les Dames en blanc annonce l'arrestation de Berta Soler.

## Famille
Berta Soler est mariée avec Angel Moya Acosta avec qui elle a deux enfants ; Luis Angel and Lienys.